# Batalha de Casa Forte
A Batalha da Casa Forte foi o segundo grande embate da insurreição pernambucana, sendo travado entre as forças da Companhia das Índias Ocidentais dos neerlandeses (o que restou após a Batalha do Monte das Tabocas) e a milícia luso-brasileira reforçada pelo terço de André Vidal de Negreiros, bem como pelos homens que vieram com Filipe Camarão e Henrique Dias.
O evento ocorreu na casa forte de dona Ana Paes, na capitania de Pernambuco, em 17 de agosto de 1645, após o comandante batavo haver feito reféns várias das mulheres dos insurgentes, que foram mantidas prisioneiras no Engenho de Dona Ana Paes, onde se deram as lutas, com a vitória que infligiu pesadas perdas às tropas holandesas e leves entre os pernambucanos.
Como registrou uma pesquisadora, "Os prisioneiros holandeses foram enviados para a Bahia. O coronel Henrique Hous partiu da Bahia para Portugal no dia 6 de fevereiro de 1646, chegando à ilha Terceira onde foi encarcerado no castelo de São João até a sua ida para Lisboa. Tendo se recusado a servir a Portugal, foi enviado para a Holanda. Regressou depois a Pernambuco e foi morto na primeira Batalha dos Guararapes, em abril de 1648".